# Leśnica (gromada)
Leśnica (od 30 VI 1960 Groń) – dawna gromada, czyli najmniejsza jednostka podziału terytorialnego Polskiej Rzeczypospolitej Ludowej w latach 1954–1972.
Gromady, z gromadzkimi radami narodowymi (GRN) jako organami władzy najniższego stopnia na wsi, funkcjonowały od reformy reorganizującej administrację wiejską przeprowadzonej jesienią 1954 do momentu ich zniesienia z dniem 1 stycznia 1973, tym samym wypierając organizację gminną w latach 1954–1972.
Gromadę Leśnica z siedzibą GRN w Leśnicy utworzono – jako jedną z 8759 gromad na obszarze Polski – w powiecie nowotarskim w woj. krakowskim, na mocy uchwały nr 27/IV/54 WRN w Krakowie z dnia 6 października 1954. W skład jednostki weszły obszary dotychczasowych gromad Groń i Leśnica (bez miejscowości Bór) ze zniesionej gminy Szaflary w tymże powiecie. Dla gromady ustalono 21 członków gromadzkiej rady narodowej.
Gromadę Leśnica zniesiono 30 czerwca 1960 w związku z przeniesieniem siedziby GRN z Leśnicy do Gronia i przemianowaniem jednostki na gromada Groń.